# Dipterocarpus concavus
Dipterocarpus concavus — вид тропических деревьев рода Диптерокарпус семейства Диптерокарповые.
Высокое вечнозелёное дерево, произрастает в Малайзии и Индонезии. Встречается на полуострове Малакка и острове Суматра. Из-за вырубки лесов находится под угрозой исчезновения. Охранный статус вида — CR — виды, находящиеся на грани полного исчезновения.